# Rivellia pipartita
Rivellia pipartita är en tvåvingeart som beskrevs av Friedrich Georg Hendel 1933. Rivellia pipartita ingår i släktet Rivellia och familjen bredmunsflugor. Inga underarter finns listade i Catalogue of Life.